# Comuna Nadeș, Mureș
Nadeș (în maghiară: Szásznádas, în germană: Nadesch) este o comună în județul Mureș, Transilvania, România, formată din satele Măgheruș, Nadeș (reședința), Pipea și Țigmandru.

## Demografie
Componența etnică a comunei Nadeș
     Români (59,71%)
     Romi (20,98%)
     Maghiari (14,66%)
     Germani (1,22%)
     Alte etnii (0,1%)
     Necunoscută (3,32%)
Componența confesională a comunei Nadeș
     Ortodocși (77,55%)
     Unitarieni (5,66%)
     Reformați (3,53%)
     Adventiști (3,14%)
     Romano-catolici (2,09%)
     Penticostali (1,36%)
     Evanghelici luterani (1,19%)
     Alte religii (1,89%)
     Necunoscută (3,6%)
Conform recensământului efectuat în 2021, populația comunei Nadeș se ridică la 2.864 de locuitori, în creștere față de recensământul anterior din 2011, când fuseseră înregistrați 2.484 de locuitori. Majoritatea locuitorilor sunt români (59,71%), cu minorități de romi (20,98%), maghiari (14,66%) și germani (1,22%), iar pentru 3,32% nu se cunoaște apartenența etnică. Din punct de vedere confesional, majoritatea locuitorilor sunt ortodocși (77,55%), cu minorități de unitarieni (5,66%), reformați (3,53%), adventiști (3,14%), romano-catolici (2,09%), penticostali (1,36%) și evanghelici luterani (1,19%), iar pentru 3,6% nu se cunoaște apartenența confesională.

## Politică și administrație
Comuna Nadeș este administrată de un primar și un consiliu local compus din 13 consilieri. Primarul, Alexandru-Grigore Sînpetrean[*], de la Partidul Social Democrat, este în funcție din octombrie 2020. Începând cu alegerile locale din 2024, consiliul local are următoarea componență pe partide politice:
|  | Partid                                 | Consilieri | Componența Consiliului | Componența Consiliului | Componența Consiliului | Componența Consiliului | Componența Consiliului | Componența Consiliului | Componența Consiliului |
|  | -------------------------------------- | ---------- | ---------------------- | ---------------------- | ---------------------- | ---------------------- | ---------------------- | ---------------------- | ---------------------- |
|  | Partidul Social Democrat               | 7          |                        |                        |                        |                        |                        |                        |                        |
|  | Uniunea Salvați România                | 3          |                        |                        |                        |                        |                        |                        |                        |
|  | Uniunea Democrată Maghiară din România | 1          |                        |                        |                        |                        |                        |                        |                        |
|  | Alianța pentru Unirea Românilor        | 1          |                        |                        |                        |                        |                        |                        |                        |
|  | Partidul Național Liberal              | 1          |                        |                        |                        |                        |                        |                        |                        |

## Monumente
- Biserica evanghelică fortificată din Nadeș, inițial biserică romano-catolică cu hramul Sf. Martin de Tours, monument istoric, secolul al XIV-lea
- Biserica evanghelică din Țigmandru
- Biserica evanghelică din Măgheruș

## Imagini

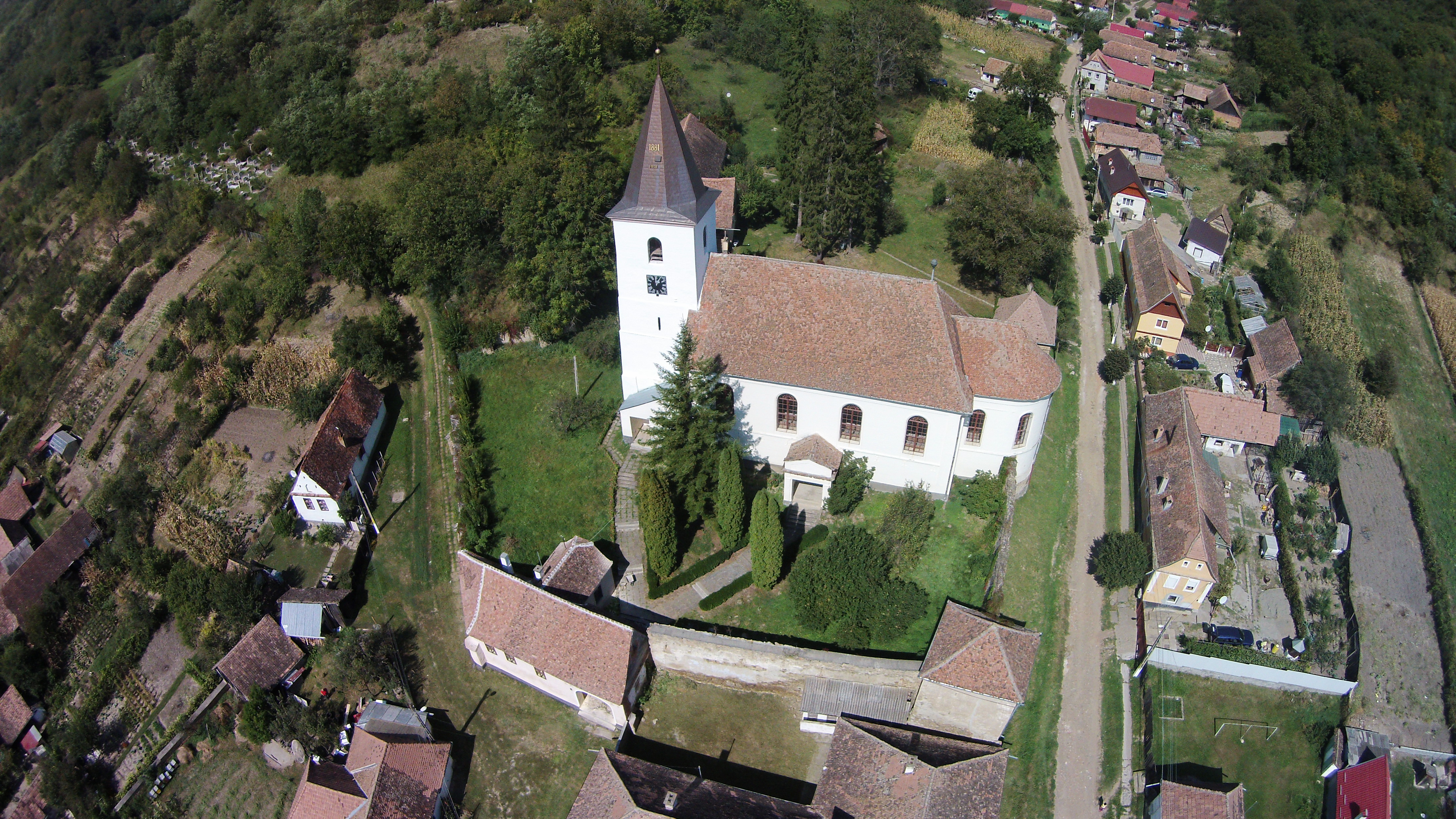
Biserica evanghelică fortificată din Nadeș
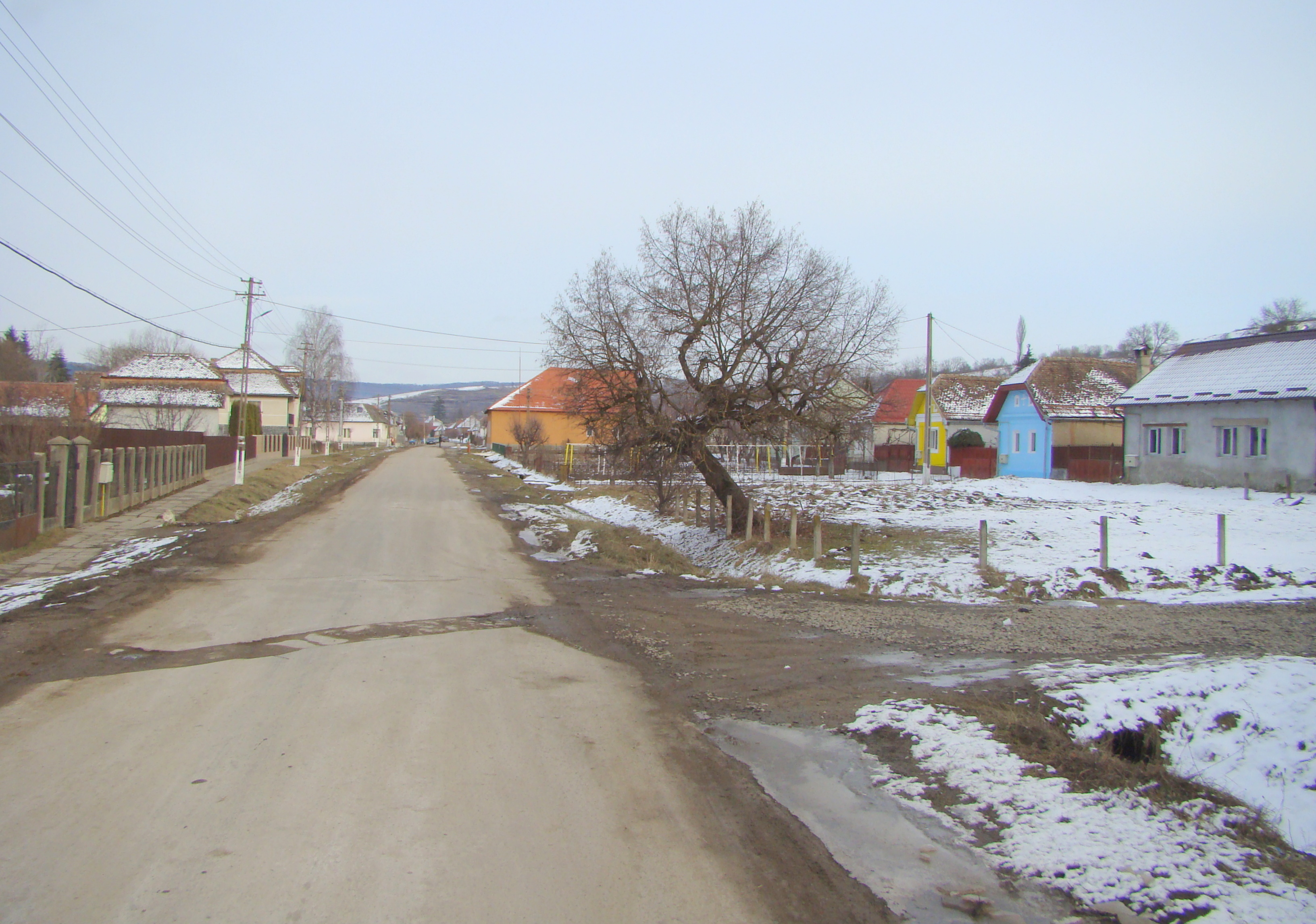
Nadeș
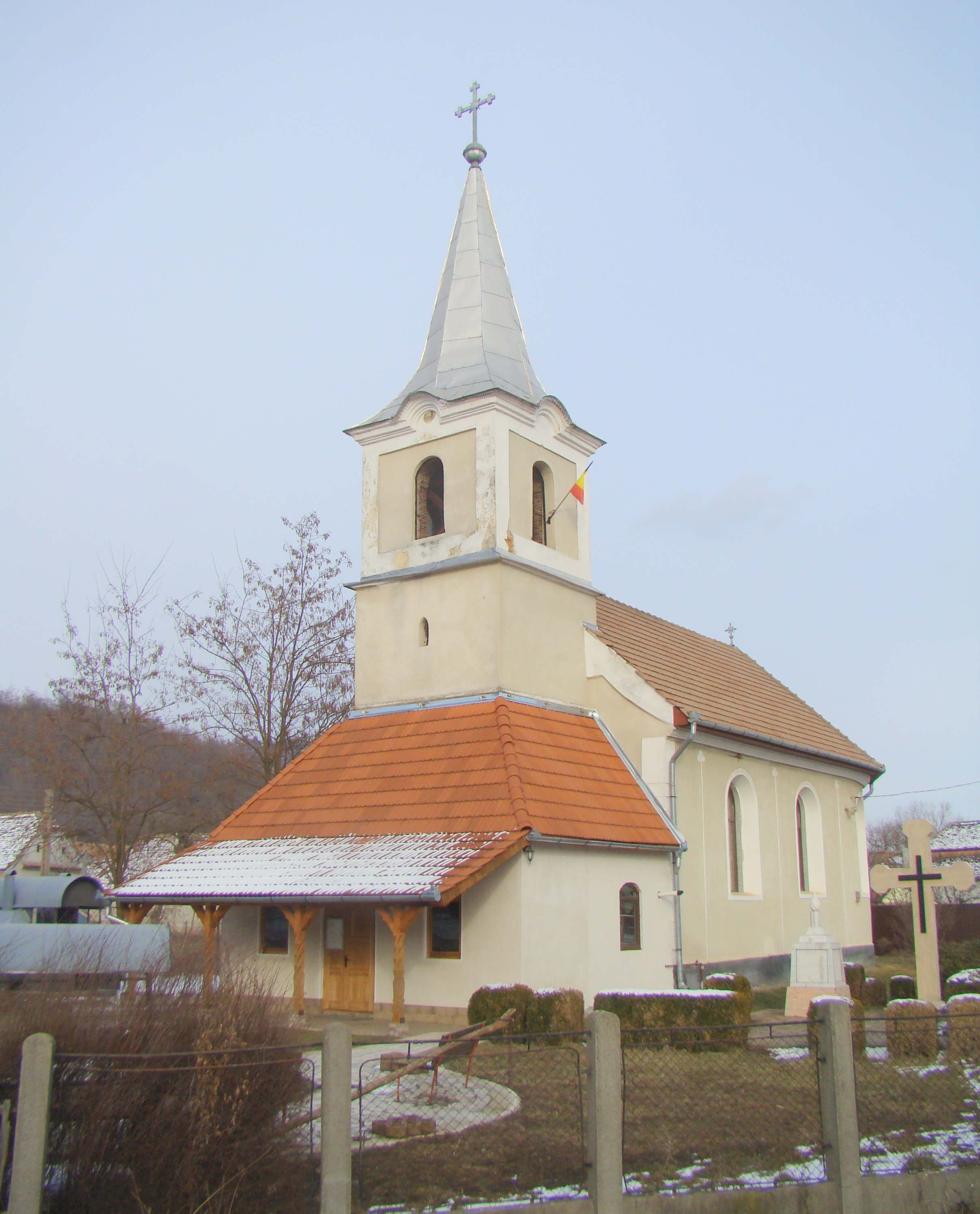
Biserica ortodoxă „Sfinții Arhangheli”
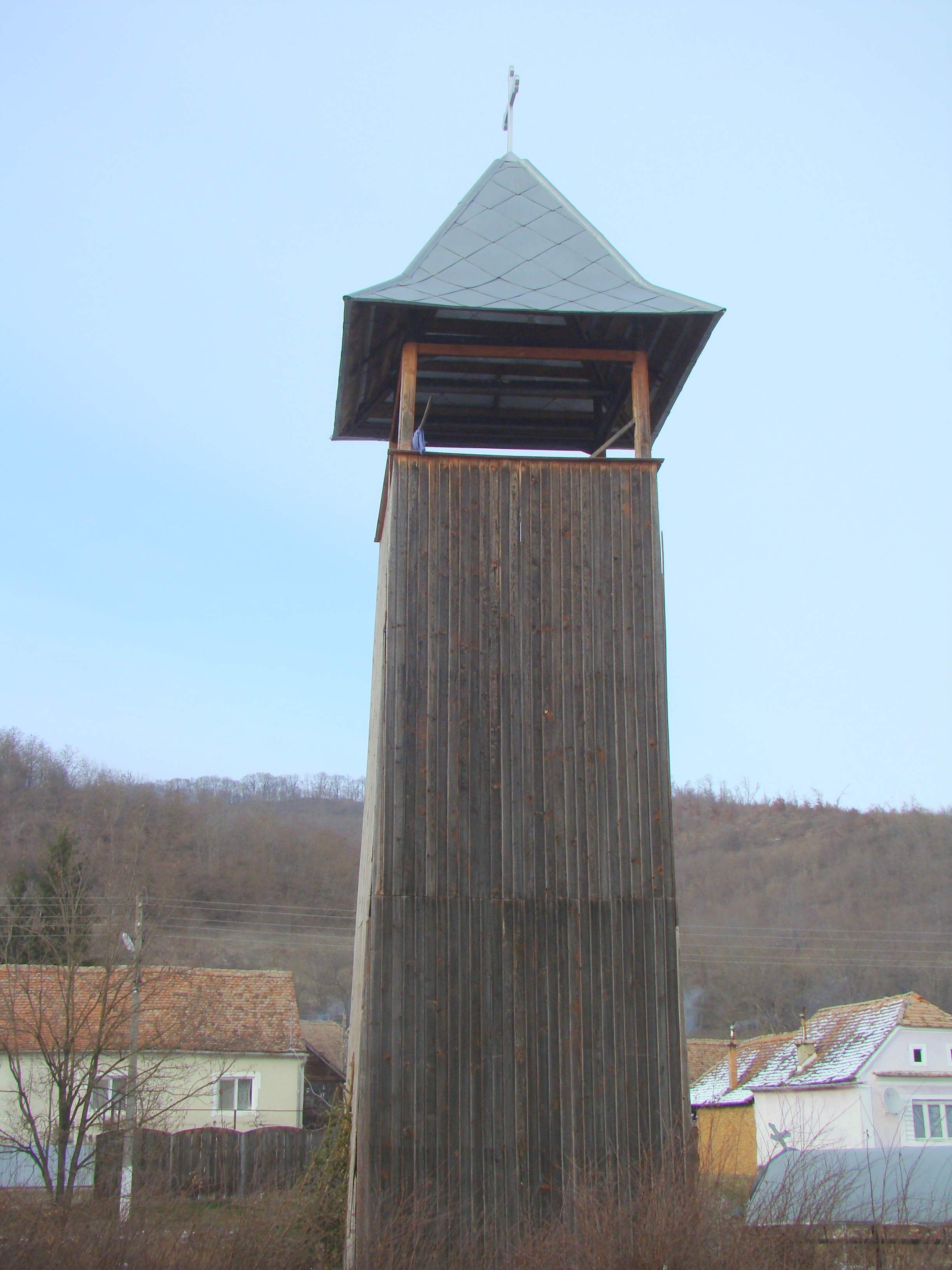
Clopotnița de lemn
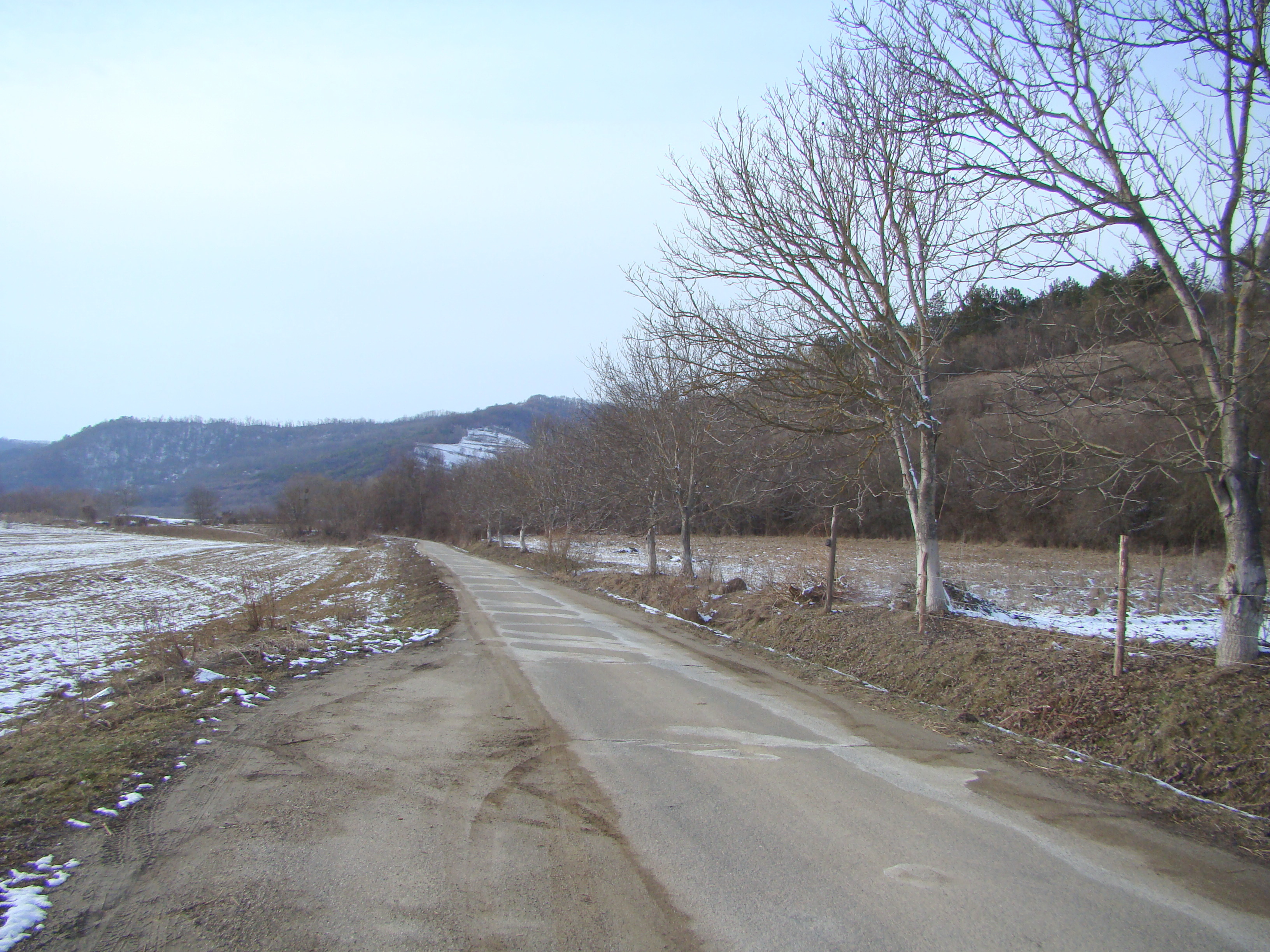
Drumul spre satul Pipea
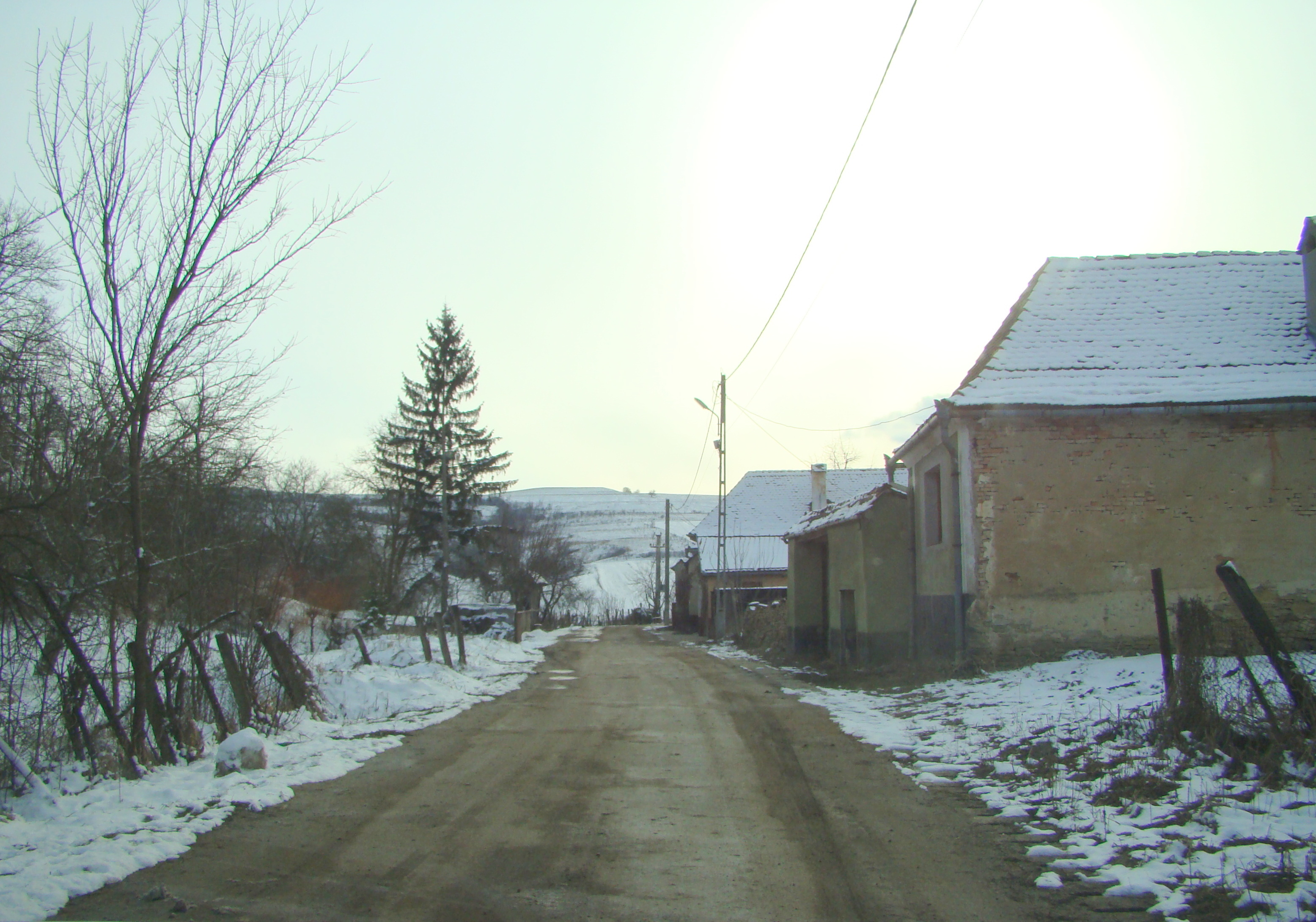
Pipea
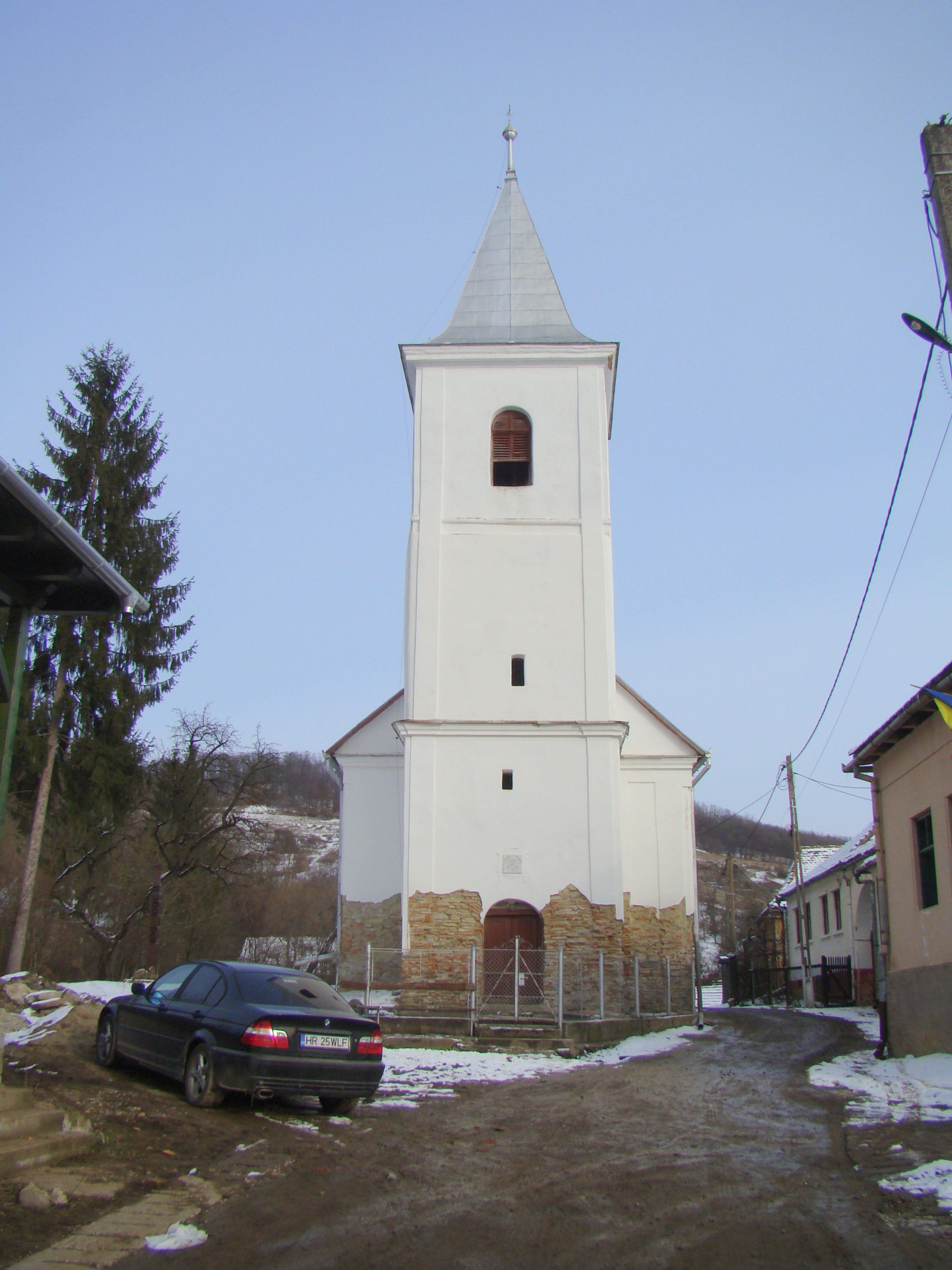
Biserica unitariană
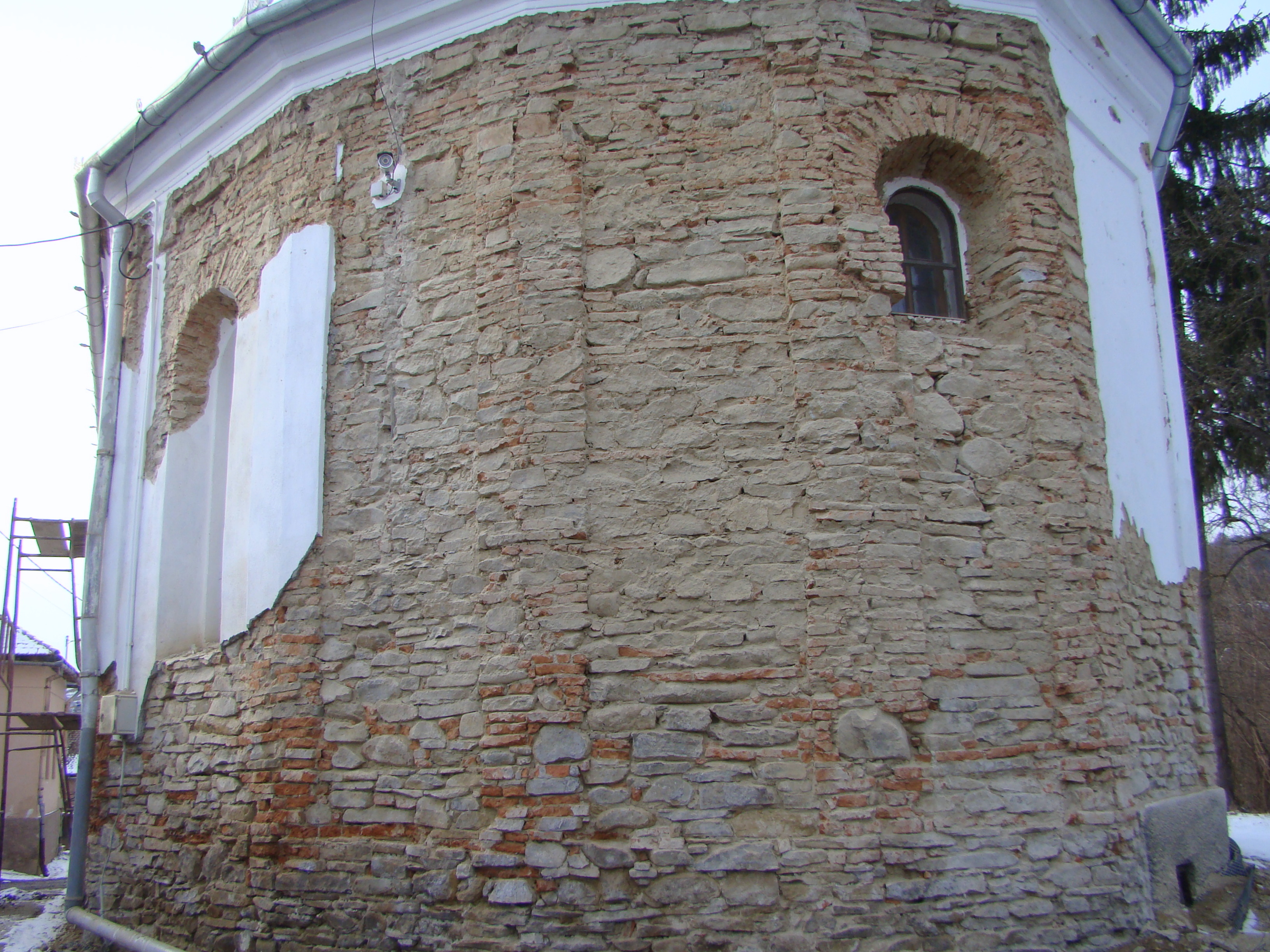
Absida bisericii
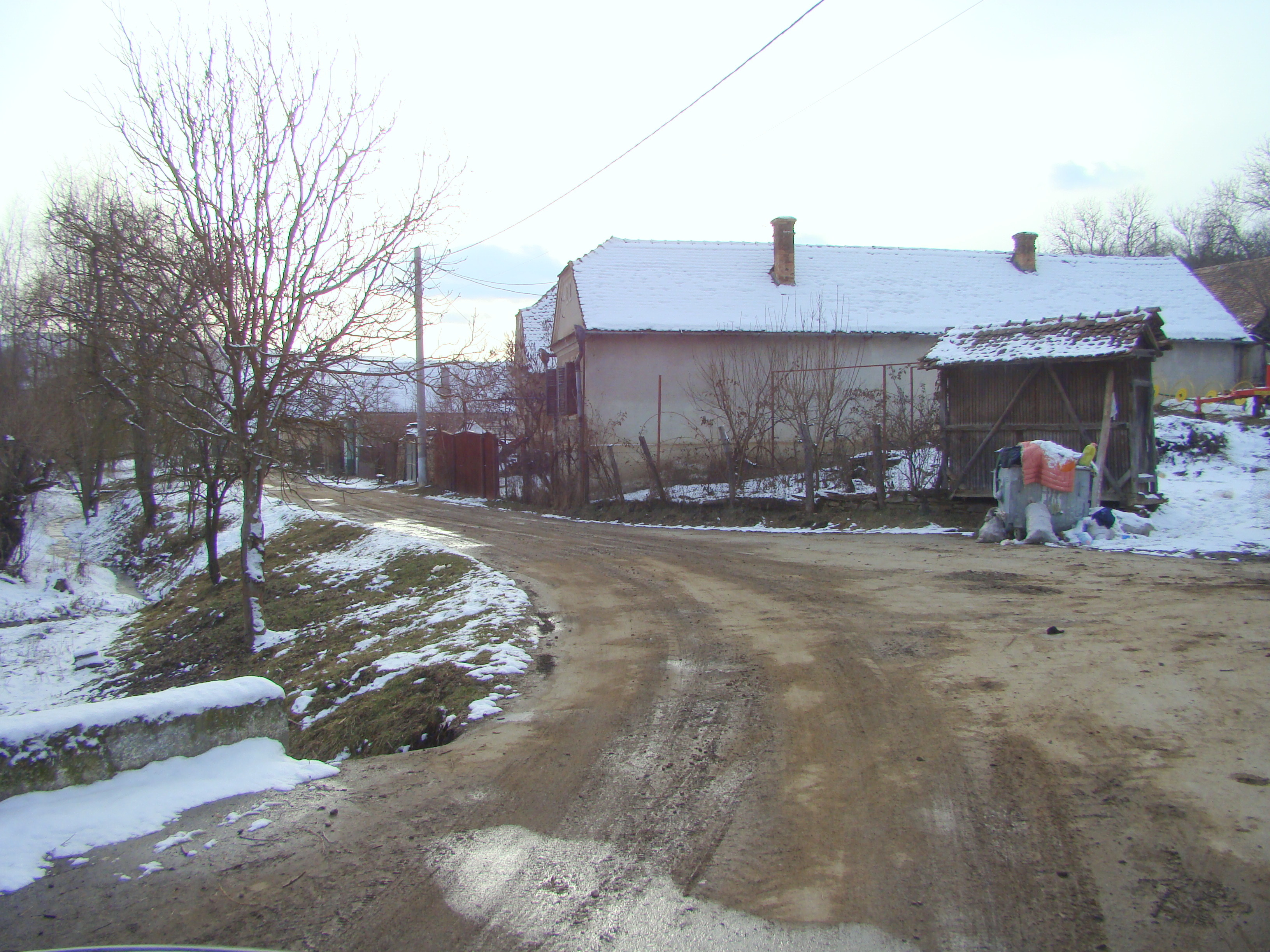
Pipea
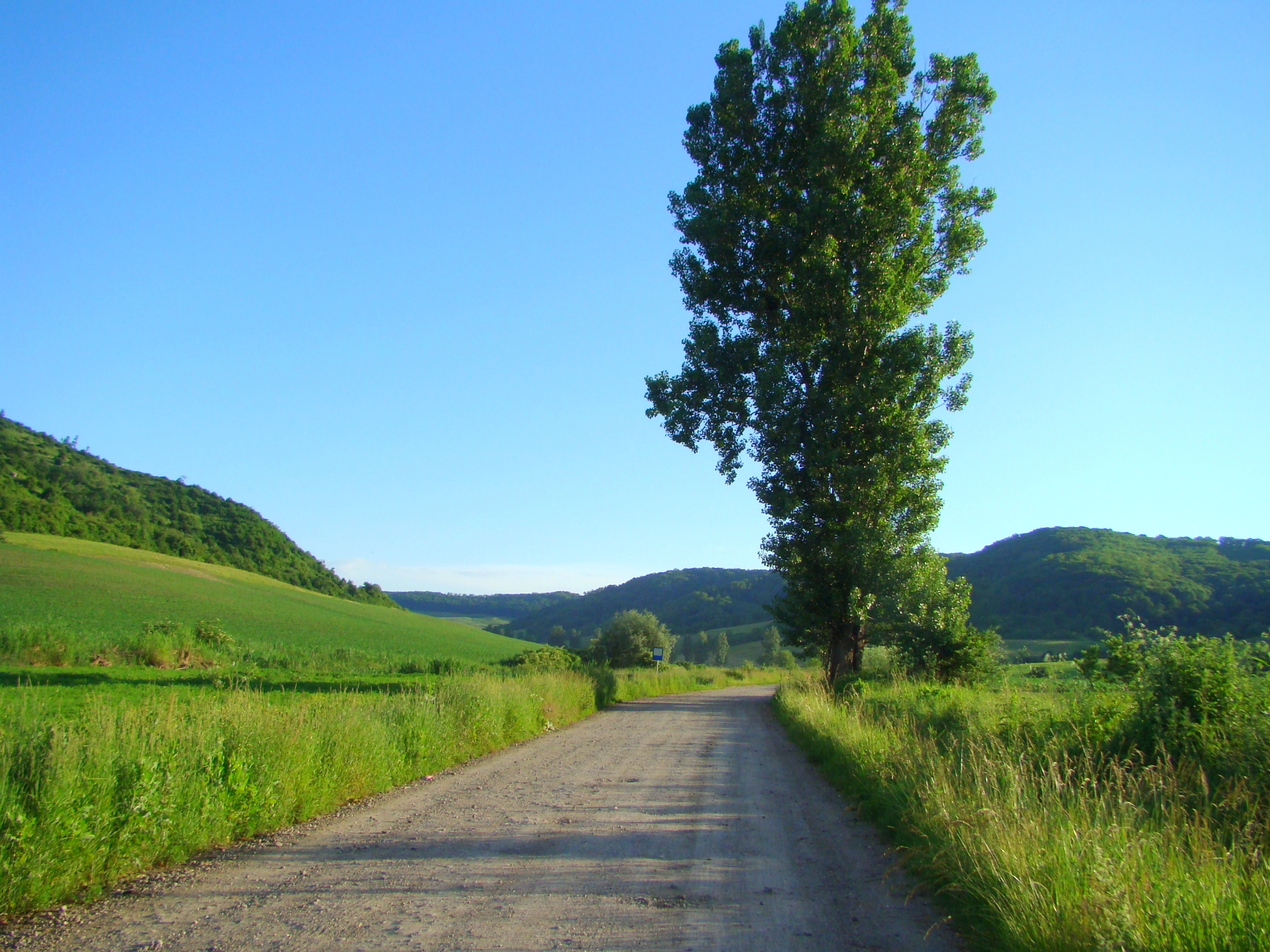
Drumul spre satul Țigmandru
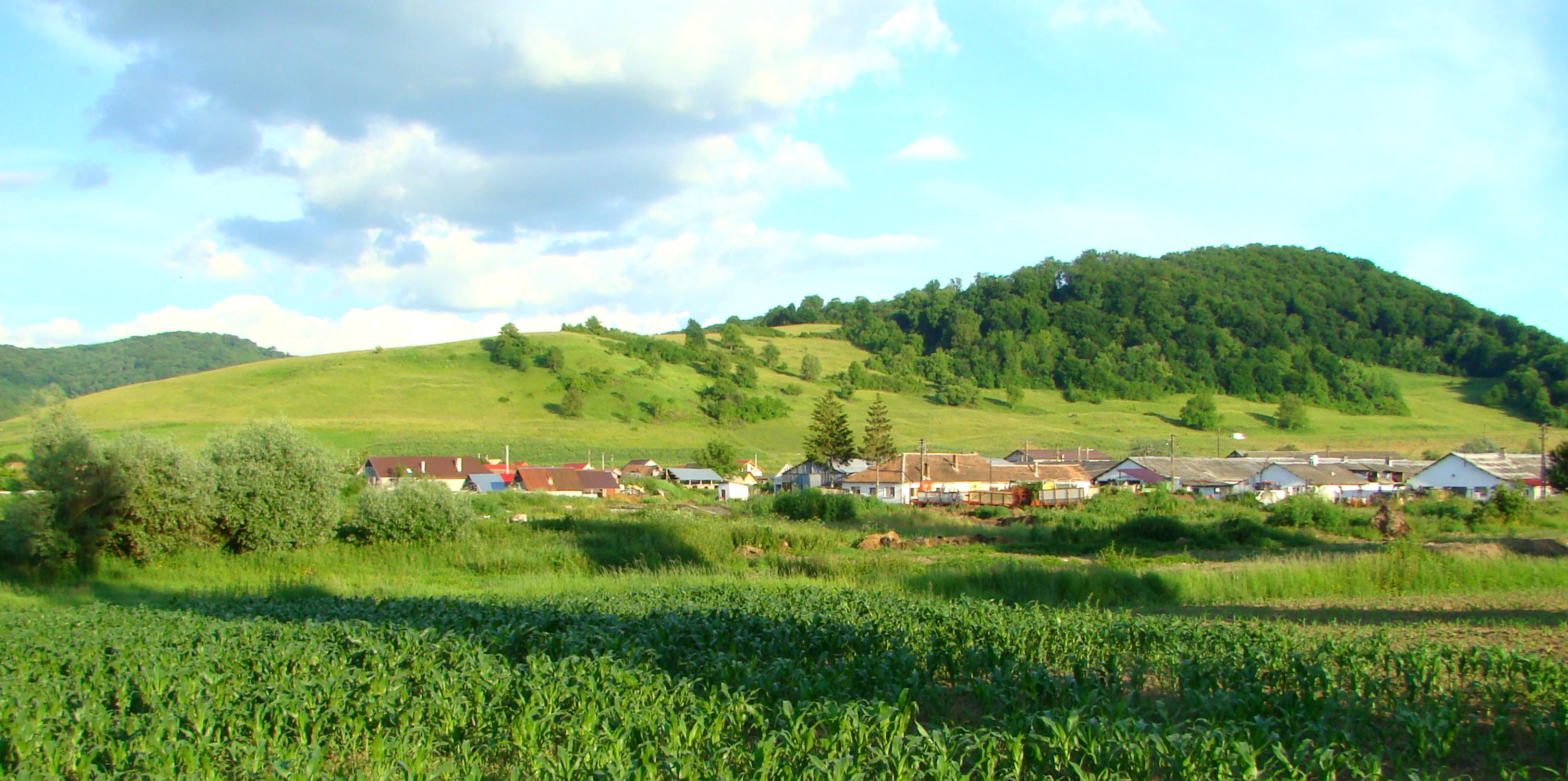
Țigmandru
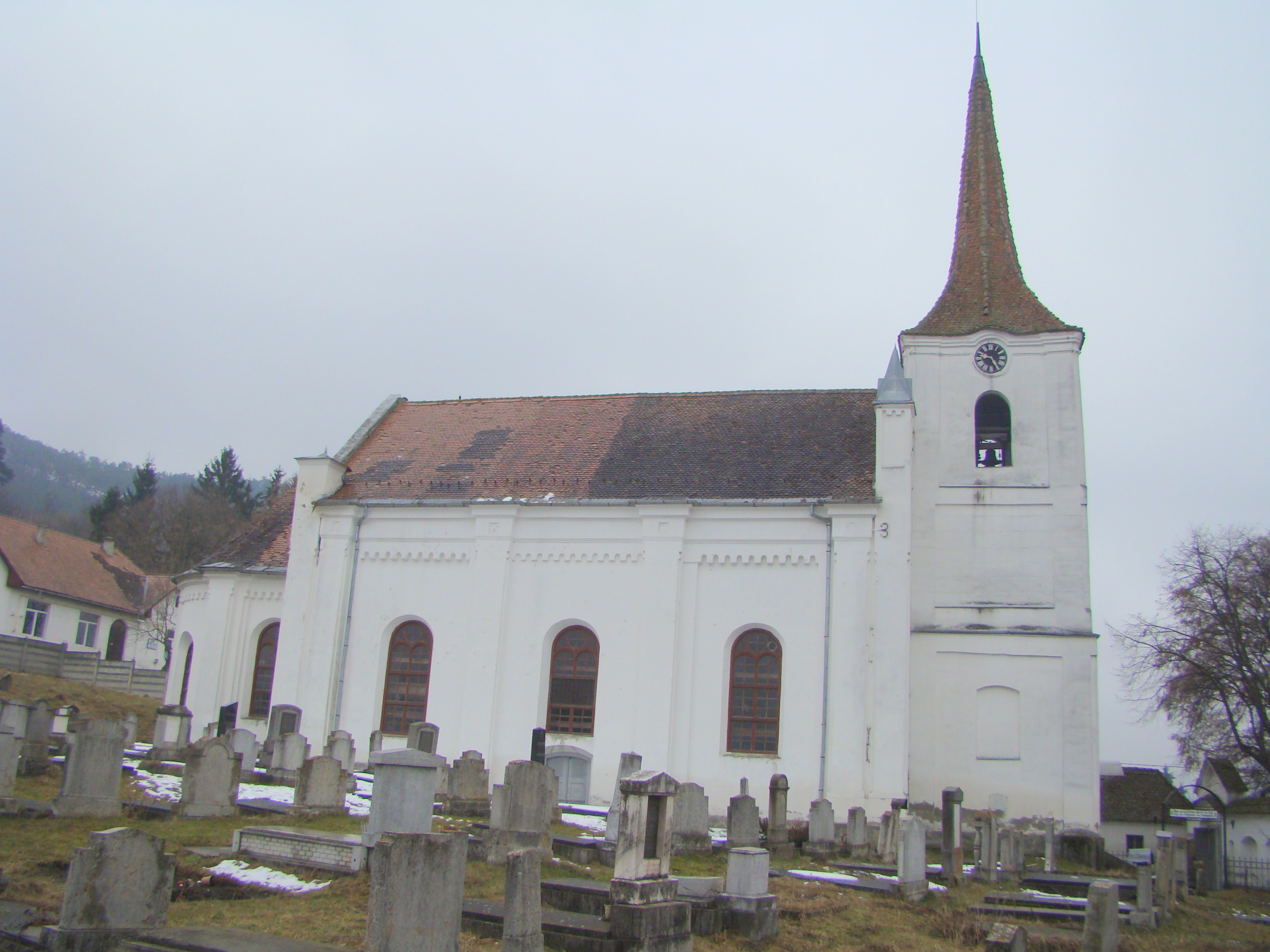
Biserica evanghelică
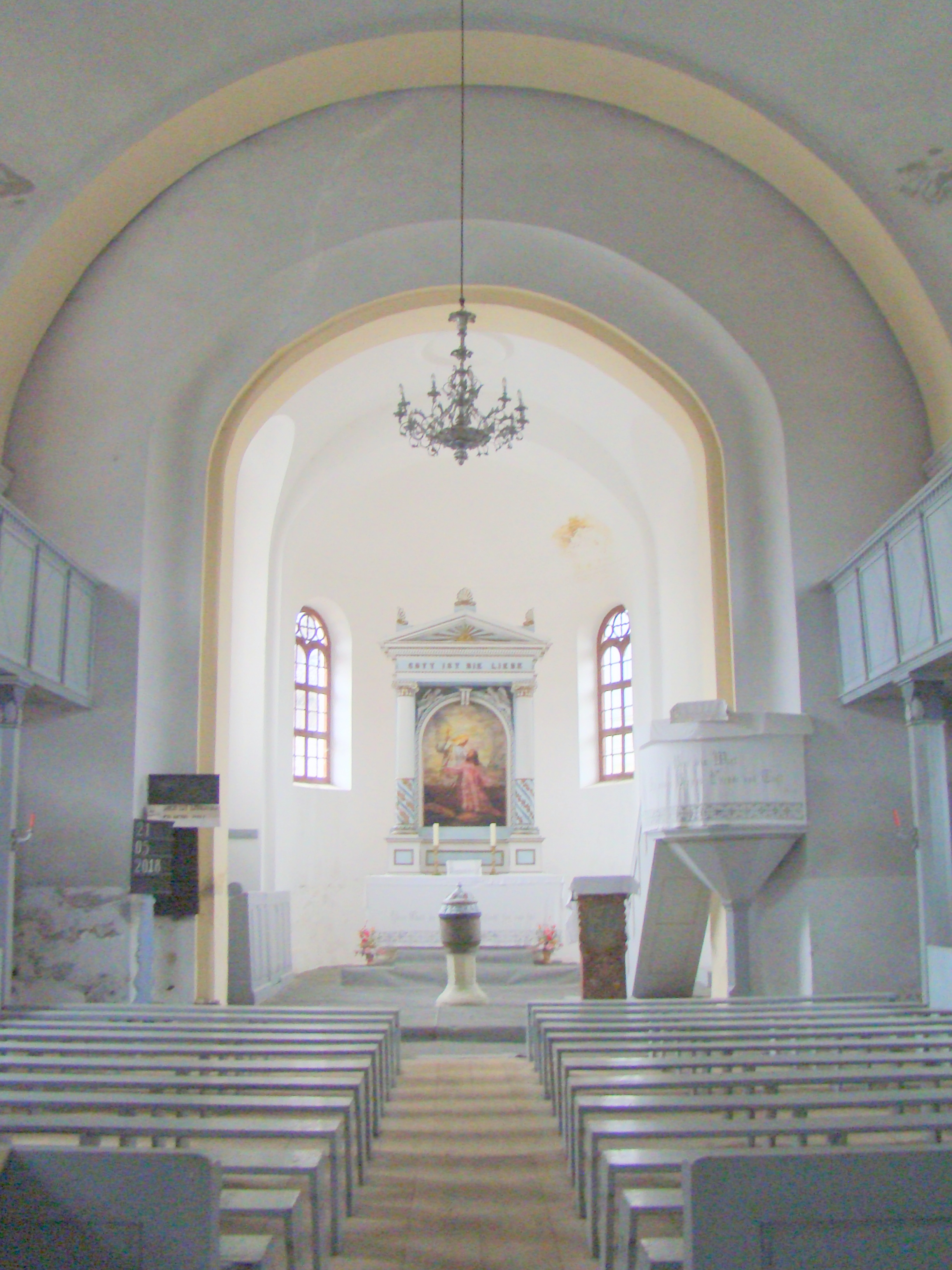
Nava spre altar
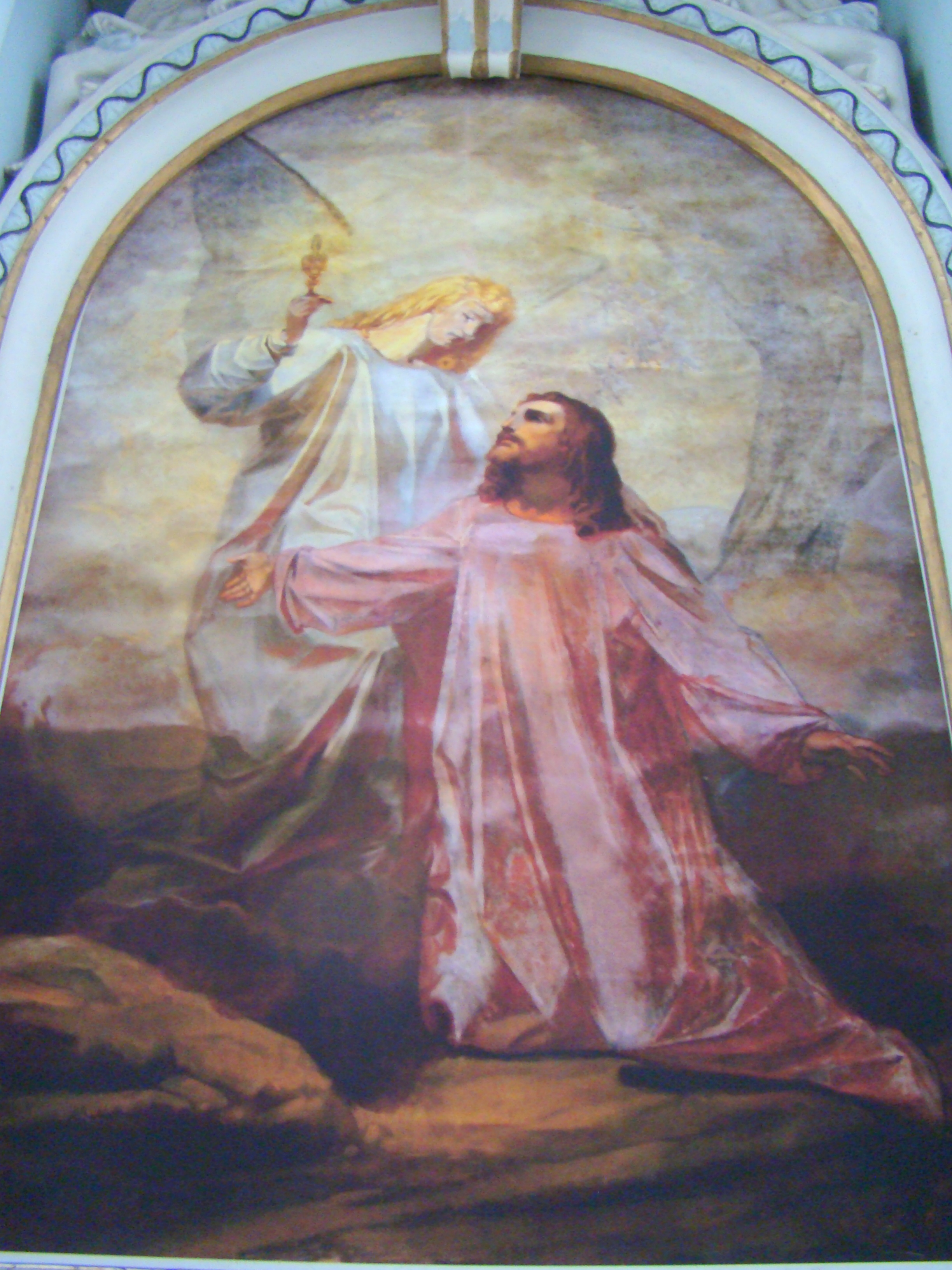
Tabloul altarului
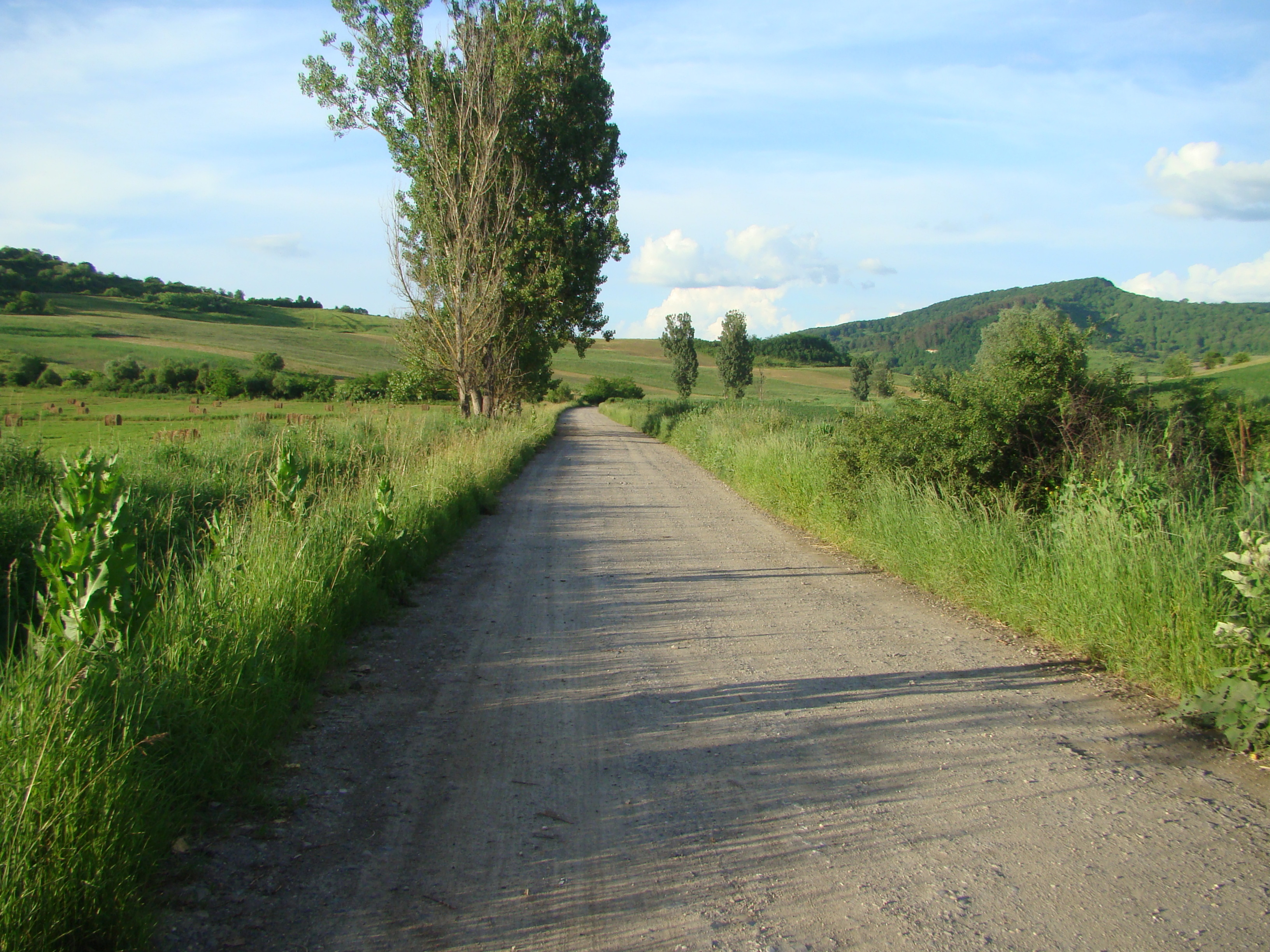
Drumul spre satul Măgheruș
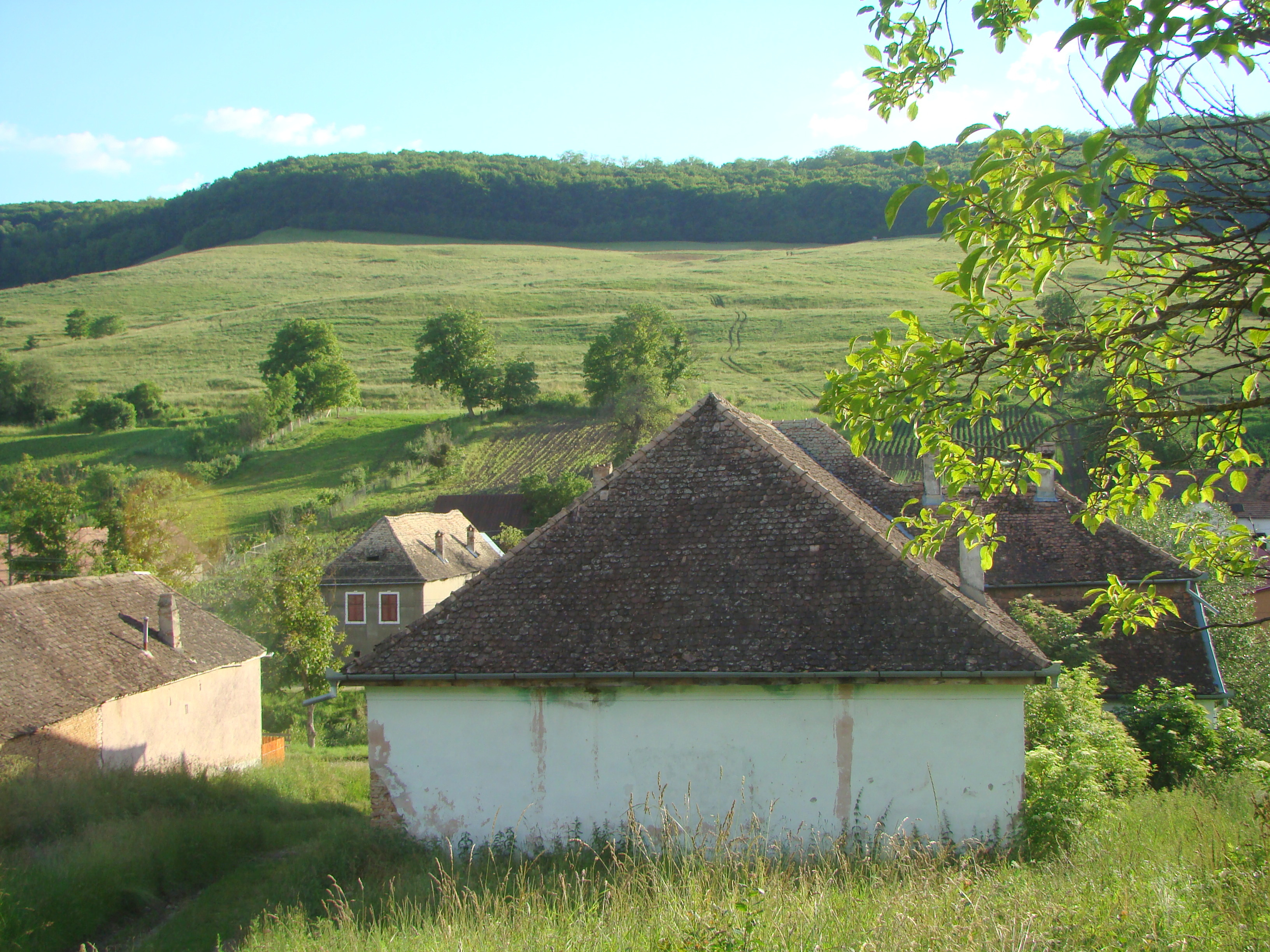
Măgheruș
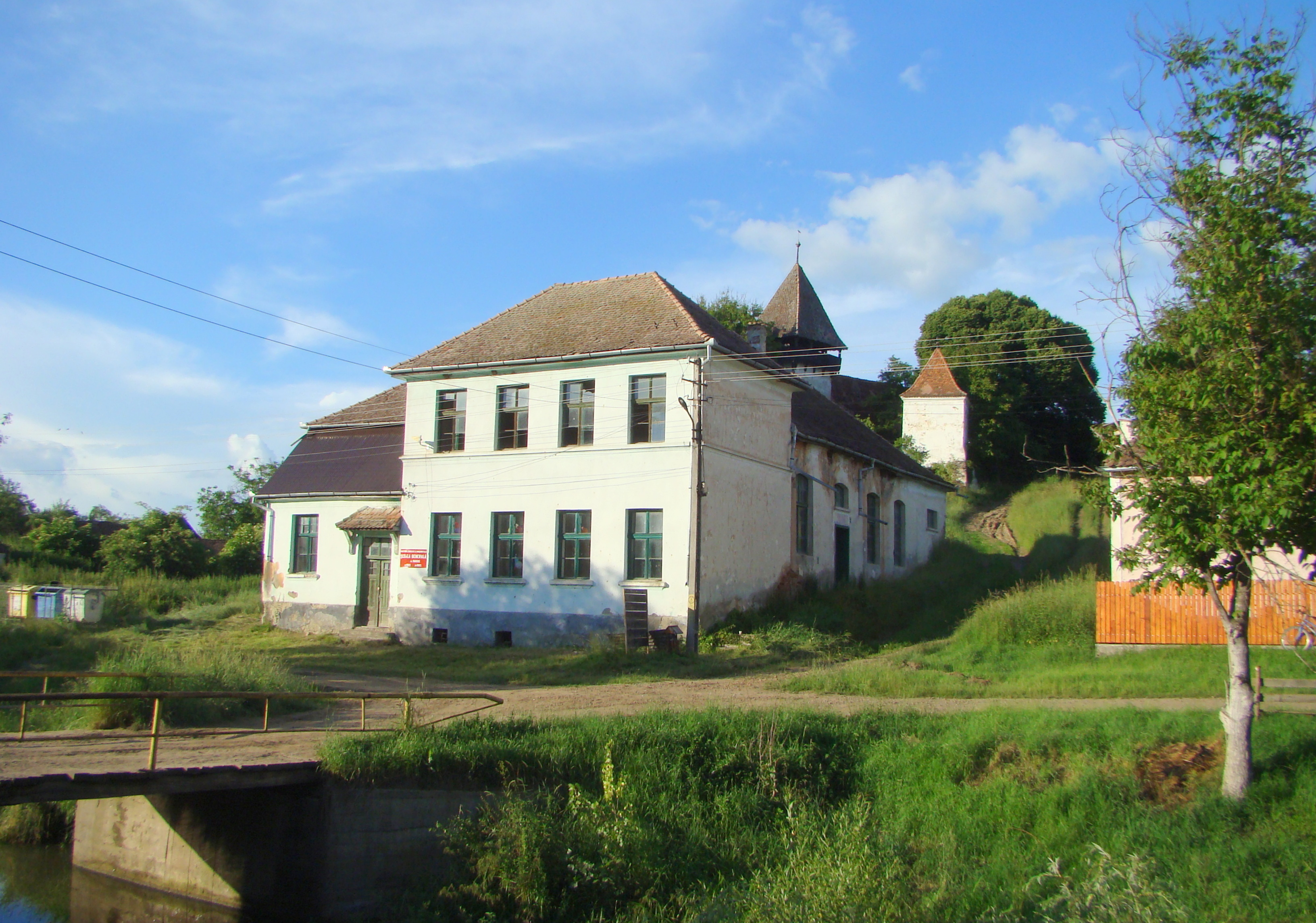
Școala
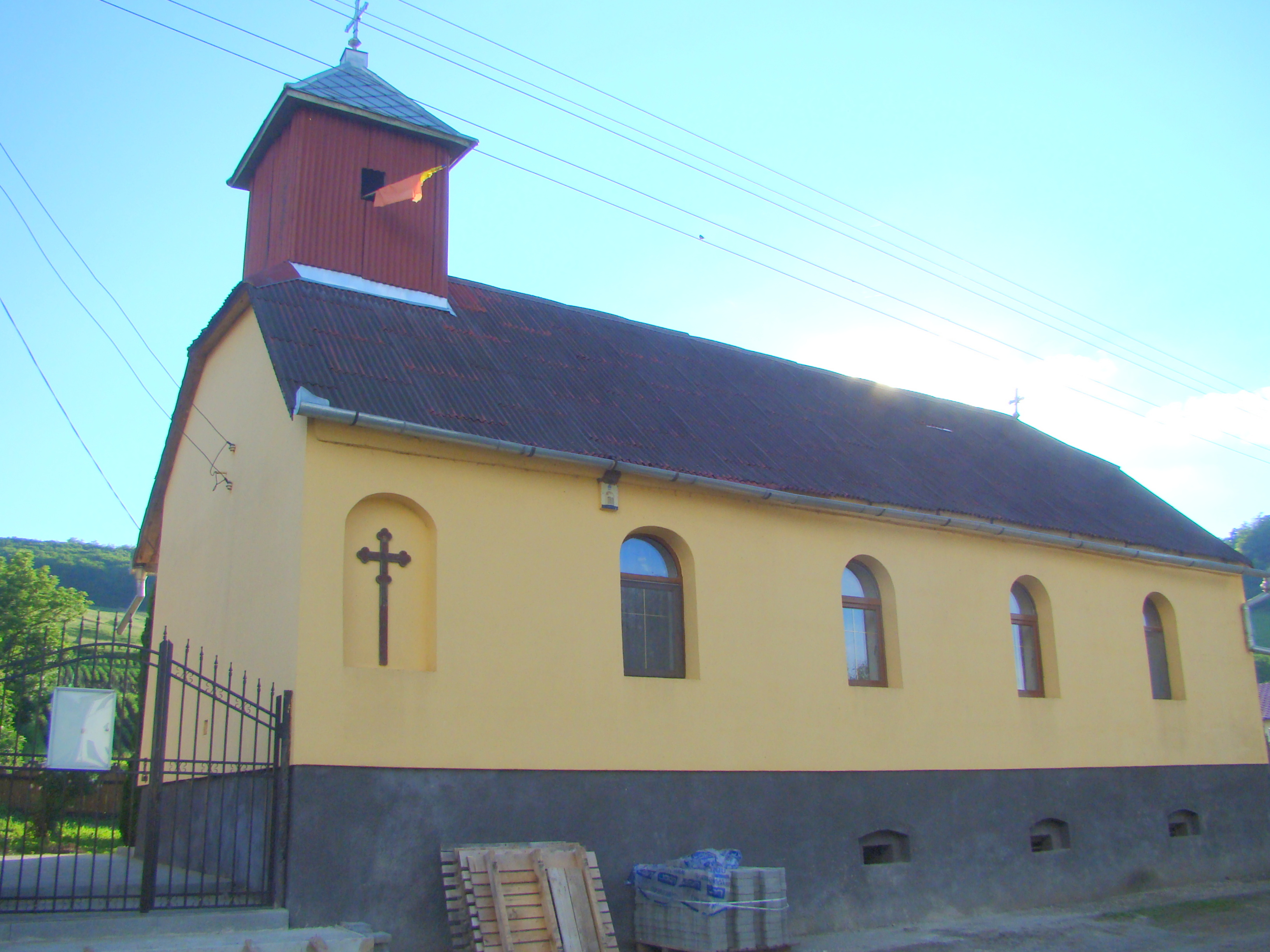
Biserica „Sfinții Apostoli”
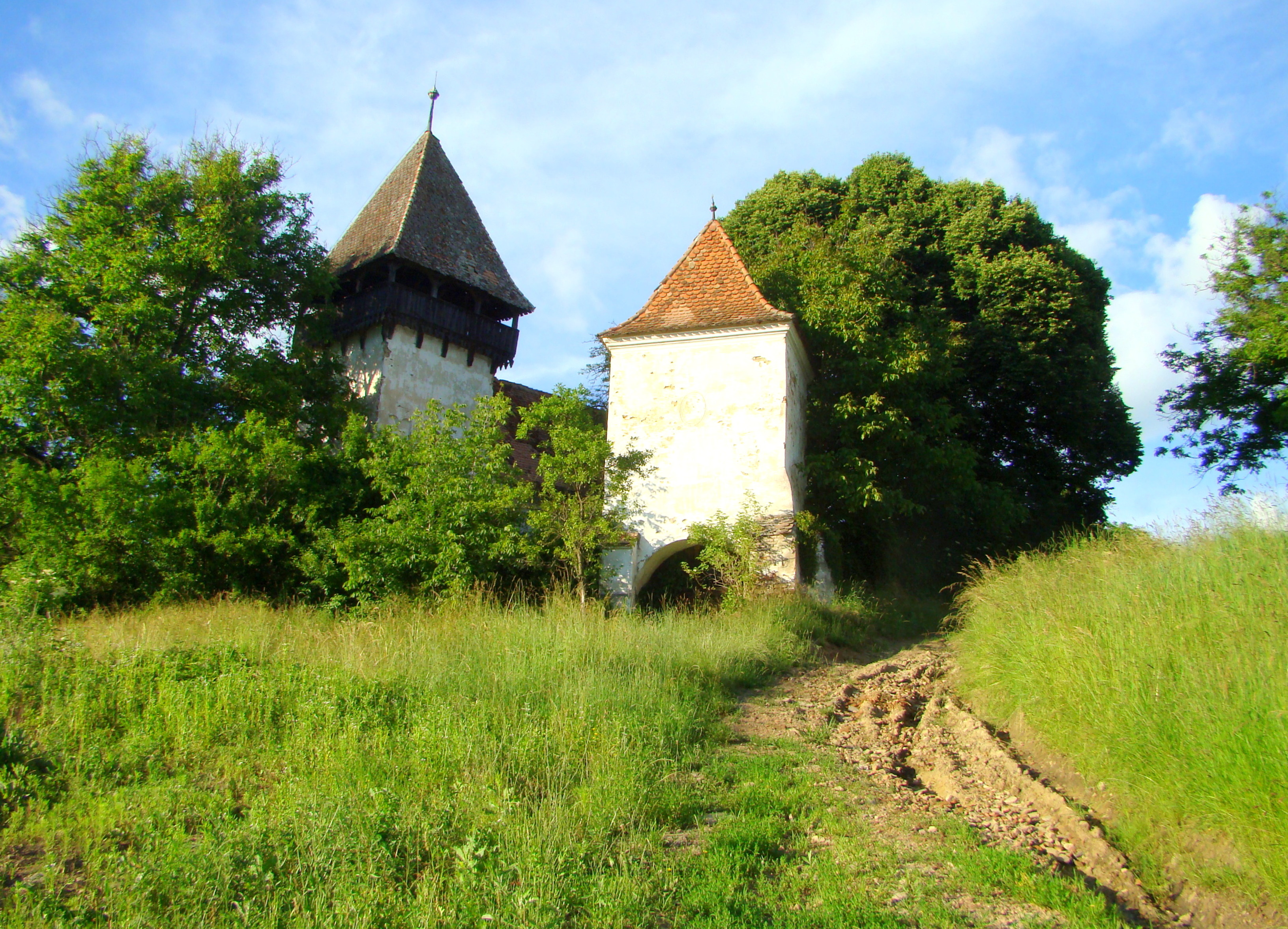
Biserica fortificată